# Uwe Hübner

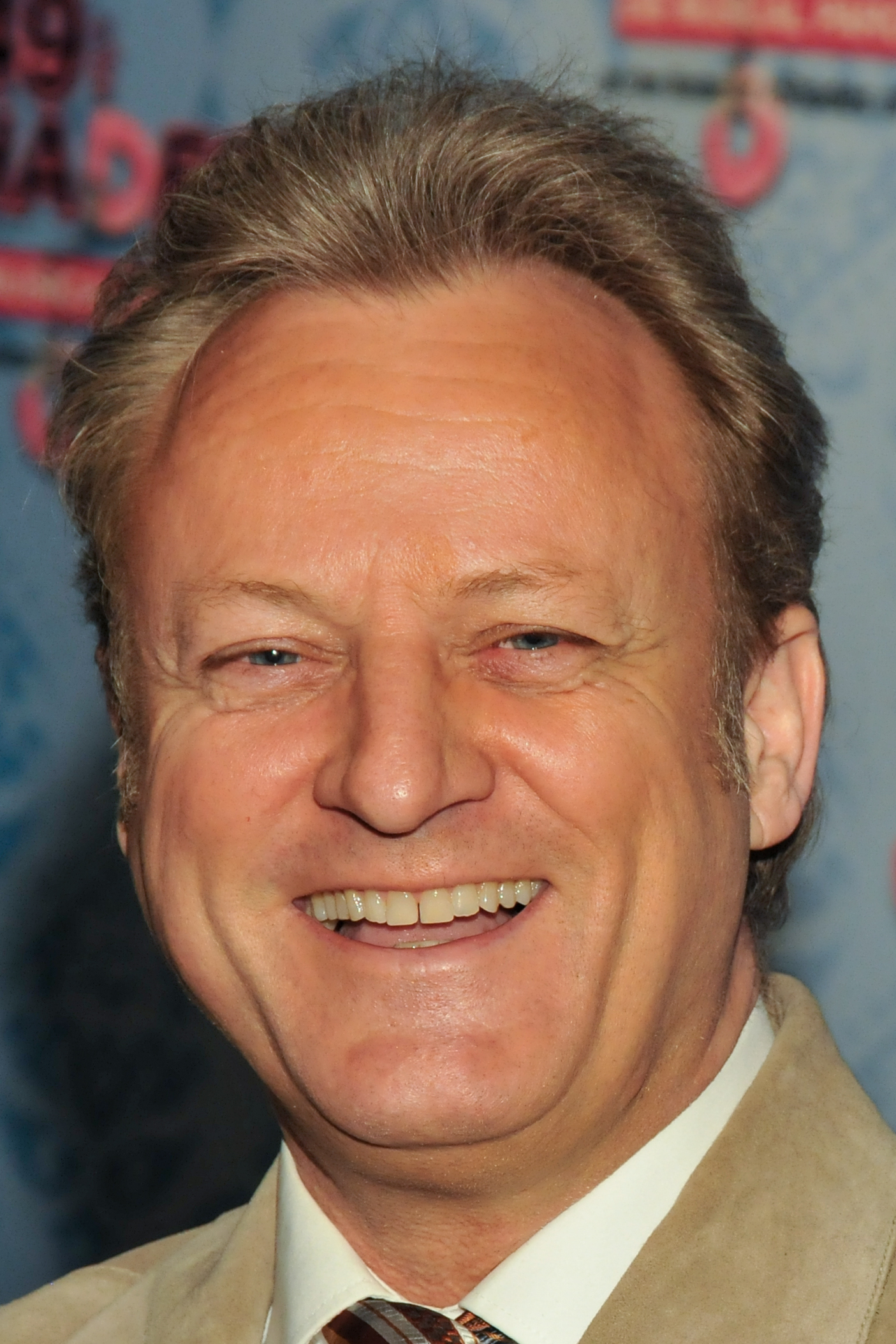
Uwe Hübner (2014)

Uwe Hübner (* 13. April 1961 in Pforzheim) ist ein deutscher Fernseh- und Radiomoderator sowie Journalist.

## Leben
Uwe Hübner war Journalist, Sprecher, Redakteur und Dramaturg. Er startete beim SDR in Stuttgart 1985 als Assistent des Vorabendprogrammchefs seine redaktionelle Laufbahn. Bald war er zusätzlich als Programmansager, dann in gleicher Funktion auch beim SWF in Baden-Baden und dessen Kulturkanal Eins Plus zu sehen. 1987 moderierte Hübner im Vorabendprogramm die Quizsendung Wort für Wort von Ort zu Ort, die allerdings nach vier Sendewochen eingestellt wurde. 1988 wurde er bei dem Privatsender RTL Plus Moderator für das neue Schüler-Quiz Klasse! nach Köln, er übernahm die Rate-Show Spiegelei und wurde neben seiner Tätigkeit als Redakteur zu einem Hauptpräsentator im Abendprogramm.
Von 10. Januar 1990 an bis Ende 2000 präsentierte Hübner die monatliche ZDF-Hitparade sowie die jährlichen Hits des Jahres, insgesamt 123 Sendungen. Weitere von ihm moderierte ZDF-Shows waren z. B. Willkommen in Berlin, Schlager 91, dreimal die Silvester-Show und die mehrteilige Talent-Show Superchance, in der 1993 das Pop-Duo Rosenstolz auftrat.

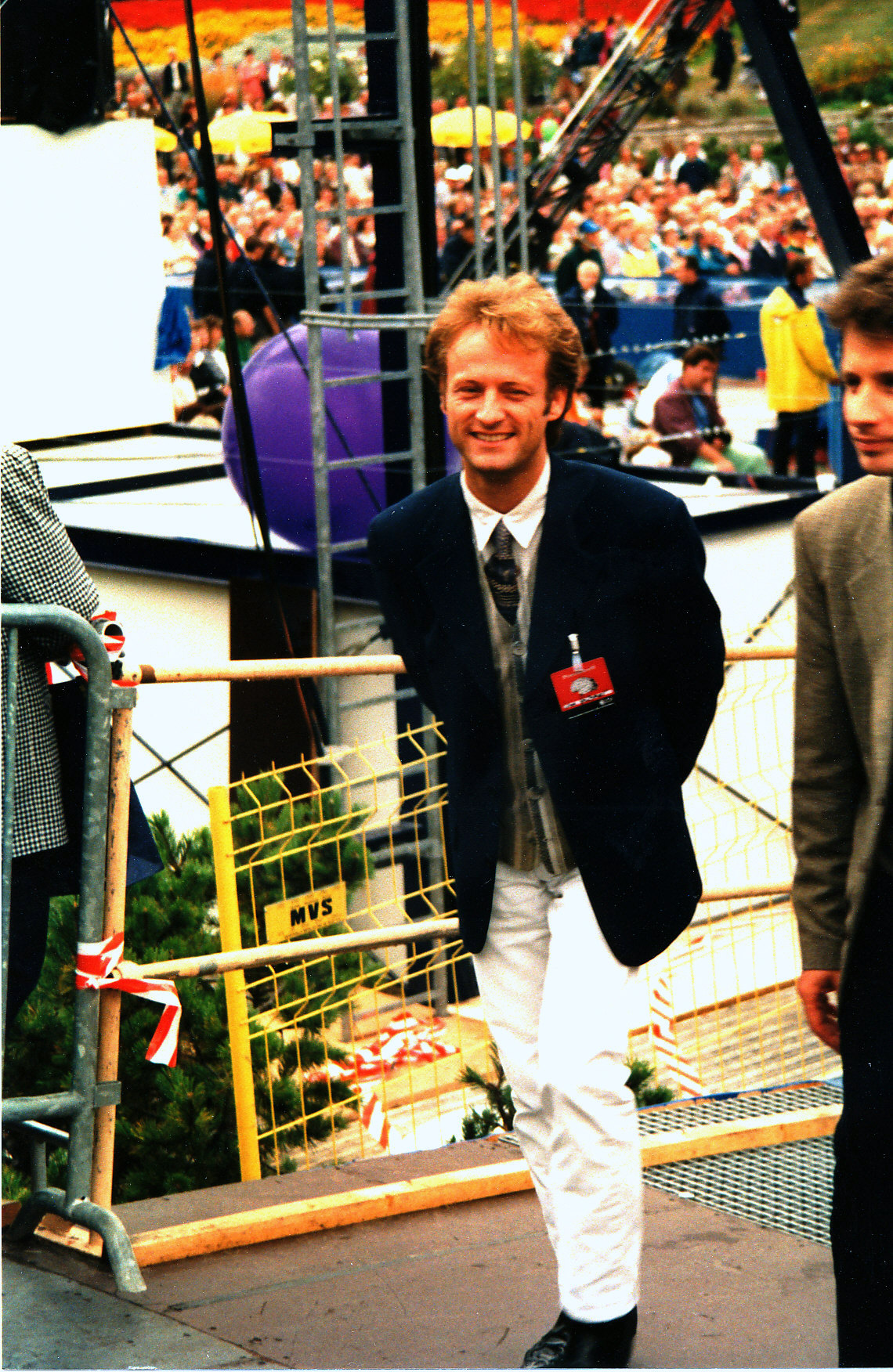
Uwe Hübner (2008)

Als Präsentator der CD-Reihe Der Deutsche Hitmix wurde Hübner mehrfach mit Gold und Platin ausgezeichnet und führte durch die dreiteilige, gleichnamige Musikshow-Reihe im ZDF.
Hübner moderierte in den 1990er Jahren außer im ZDF auch für die ARD die mehrmonatige Talente-Suche Nur Mut und 77 mal die Sendung Mundart & Musik, beide für den SDR/SWR.
Beim Pay-TV-Sender Goldstar TV moderierte Hübner 120 Sendungen der Talk-Reihe bei Hübner und bei WDR 4 ebenso viele Talk-Sendungen Star-Treff.
Von 2001 bis 2002 war Hübner als Moderator bei zwei Quiz-Formaten (Plattenteller und Hallo Uwe!) auf 9Live tätig. 2002 war Hübner mit Schlager im Zelt für den BR aktiv und seitdem auch in mehreren Shows für den MDR, hier z. B. mit der Hitparade-Nachfolge-Reihe Hit-Sommernacht, beim Langen Samstag und Ein Schloss wird gewinnen.
Von 1990 bis 2006 war Hübner außerdem für diverse, meist öffentlich-rechtliche Radiosender tätig, so moderierte er u. a. bei NDR und WDR den ARD-Nachtexpress und die Wunschnacht im Deutschlandfunk.
Er arbeitet europaweit als Moderator bei Veranstaltungen, so bei der musikalischen ABBA-Biographie Thank You for the Music. Er ist als Journalist und Chefredakteur der Branchen-Zeitung hitPARADIES – Das Magazin tätig, betreibt einen DJ-Pool mit Charts und ein Bemusterungsportal, sowie ein Künstler-Management. Er berät Interpreten, Managements und Plattenfirmen, textet Songs und schreibt Kinder-Geschichten. Zudem organisiert er Branchen-Events, die dem tanzbaren deutschen Schlager dienen und die deutsche Diskotheken-Szene ins Rampenlicht stellen.

## Soziales Engagement
Uwe Hübner war von 1999 an mehr als zehn Jahre Botschafter des Deutschen Roten Kreuzes. Er unterstützt die Stiftung Deutsche Schlaganfall-Hilfe, die Deutsche Kinderkrebsnachsorge – Stiftung für das chronisch kranke Kind in Tannheim bei Villingen-Schwenningen, den Solidarfonds NRW für arbeitslose Jugendliche und den Tag der Begegnung mit behinderten Menschen des Landschaftsverbandes Rheinland. Während der Fußball-Weltmeisterschaft 2006 der Menschen mit Behinderung war er Moderator von über 70 Veranstaltungen der Lebenshilfe, dessen „WM-Botschafter“ er seitdem ist. 2007 wurde er zudem als Botschafter der Lebenshilfe NRW berufen. Außerdem setzt er sich für den Tierschutz ein, dies insbesondere, seitdem seine eigene Hündin von der Tötungsstation eines Tierheimes in Marbella gerettet wurde.